# Jubika
Jubika (nep. जुबिका) – gaun wikas samiti w zachodniej części Nepalu w strefie Karnali w dystrykcie Kalikot. Według nepalskiego spisu powszechnego z 2011 roku liczył on 407 gospodarstw domowych i 2339 mieszkańców (1197 kobiet i 1142 mężczyzn).